# Adrian Knup
Adrian Knup, född 2 juli 1968, är en schweizisk före detta professionell fotbollsspelare som spelade anfallare för fotbollsklubbarna Basel, Aarau, Luzern, Stuttgart, Karlsruher och Galatasaray mellan 1987 och 1998. Han vann två schweizisk cup med Luzern för säsongen 1991–1992 och en turkisk cup med Galatasaray för säsongen 1995–1996. Sutter spelade också 49 landslagsmatcher för det schweiziska fotbollslandslaget mellan 1989 och 1996.